# 阿赫拉費尼夫卡
阿赫拉費尼夫卡（烏克蘭語：Аграфенівка），是烏克蘭東南部扎波羅熱州扎波羅熱區维利尼扬斯克市镇内的村落。始建於1918年，面積1.96平方公里，海拔高度102米，2001年人口19，人口密度每平方公里9.7人。